# Thueyts
Thueyts (/tɥɛj/) est une commune française, située dans le département de l'Ardèche en région Auvergne-Rhône-Alpes.
Il s'agit d'un village (dont le nom se prononce Tueille) construit en grande partie sur une coulée basaltique et rattaché à la Communauté de communes Ardèche des Sources et Volcans et au parc naturel régional des Monts d'Ardèche. Ses habitants sont dénommés les Athogiens.

## Géographie

### Situation et description
La commune est située dans le parc naturel régional des Monts d'Ardèche. Le village est perché sur une coulée basaltique qui surplombe la vallée de l'Ardèche.

### Communes limitrophes
|           | Montpezat-sous-Bauzon |        |
| Barnas    | Thueyts               | Meyras |
| La Souche | Jaujac                |        |

Thueyts est limitrophe de cinq autres communes.
Les communes limitrophes sont  Barnas, Jaujac, La Souche, Meyras et Montpezat-sous-Bauzon.

### Géologie et relief
La superficie de la commune est de 2 180 hectares ; son altitude varie de 340  à   1 149 mètres.

### Climat
Pour des articles plus généraux, voir Climat d'Auvergne-Rhône-Alpes et Climat de l'Ardèche.
En 2010, le climat de la commune est de type climat méditerranéen franc, selon une étude du CNRS s'appuyant sur une série de données couvrant la période 1971-2000. En 2020, Météo-France publie une typologie des climats de la France métropolitaine dans laquelle la commune est exposée à un climat de montagne ou de marges de montagne et est dans la région climatique  Sud-est du Massif Central, caractérisée par une pluviométrie annuelle de 1 000 à 1 500 mm, minimale en été, maximale en automne. 
Pour la période 1971-2000, la température annuelle moyenne est de 11,5 °C, avec une amplitude thermique annuelle de 16,8 °C. Le cumul annuel moyen de précipitations est de 1 658 mm, avec 8,5 jours de précipitations en janvier et 5 jours en juillet. Pour la période 1991-2020, la température moyenne annuelle observée sur la station météorologique de Météo-France la plus proche, « Barnas Rad », sur la commune de Barnas à 4 km à vol d'oiseau, est de 12,3 °C et le cumul annuel moyen de précipitations est de 1 899,5 mm,. Pour l'avenir, les paramètres climatiques de la commune estimés pour 2050 selon différents scénarios d'émission de gaz à effet de serre sont consultables sur un site dédié publié par Météo-France en novembre 2022.

### Hydrographie
La commune est arrosée par l'Ardèche et son affluent le Ruisseau de Merdaric qui confluent sur la commune.

### Voies de communication et transports
Accès avec la route nationale 102 qui borde le village. Voir aussi la ligne transcévenole qui n'a jamais été achevée.

## Urbanisme

### Typologie
Au 1er janvier 2024, Thueyts est catégorisée bourg rural, selon la nouvelle grille communale de densité à 7 niveaux définie par l'Insee en 2022.
Elle est située hors unité urbaine. Par ailleurs la commune fait partie de l'aire d'attraction d'Aubenas, dont elle est une commune de la couronne,. Cette aire, qui regroupe 68 communes, est catégorisée dans les aires de 50 000 à moins de 200 000 habitants,.

### Occupation des sols
L'occupation des sols de la commune, telle qu'elle ressort de la base de données européenne d’occupation biophysique des sols Corine Land Cover (CLC), est marquée par l'importance des forêts et milieux semi-naturels (83,8 % en 2018), une proportion sensiblement équivalente à celle de 1990 (84,2 %). La répartition détaillée en 2018 est la suivante : 
forêts (65,2 %), milieux à végétation arbustive et/ou herbacée (18,6 %), zones agricoles hétérogènes (7,9 %), zones urbanisées (5,7 %), prairies (2,6 %).
L'évolution de l’occupation des sols de la commune et de ses infrastructures peut être observée sur les différentes représentations cartographiques du territoire : la carte de Cassini (XVIIIe siècle), la carte d'état-major (1820-1866) et les cartes ou photos aériennes de l'IGN pour la période actuelle (1950 à aujourd'hui).

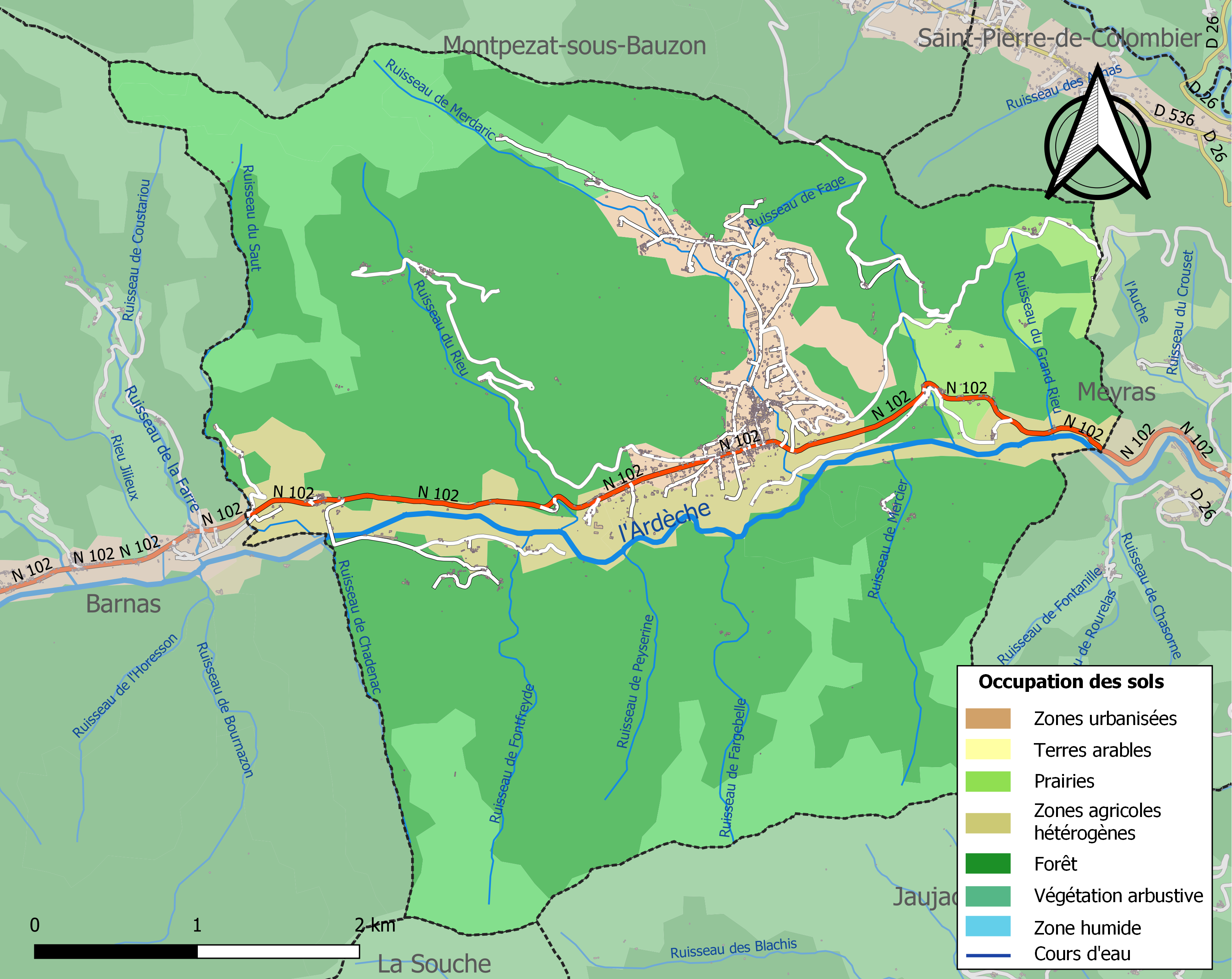
Carte des infrastructures et de l'occupation des sols de la commune en 2018 (CLC).

## Toponymie
Attesté depuis 1089, en Athogis, Attogis, Astorgis ; Atogiis puis 1275 ; Aithogiarum 1526 ; Thueitz 1576.
D'après P.H. Billy et J.P. Chambon dans la Revue de linguistique romane, l'origine du nom serait le Gaulois *attogiu “hutte, cabane”.

## Histoire
Jusqu'au début du XXe siècle se tenait un marché aux cocons de soie.

## Politique et administration

### Administration municipale

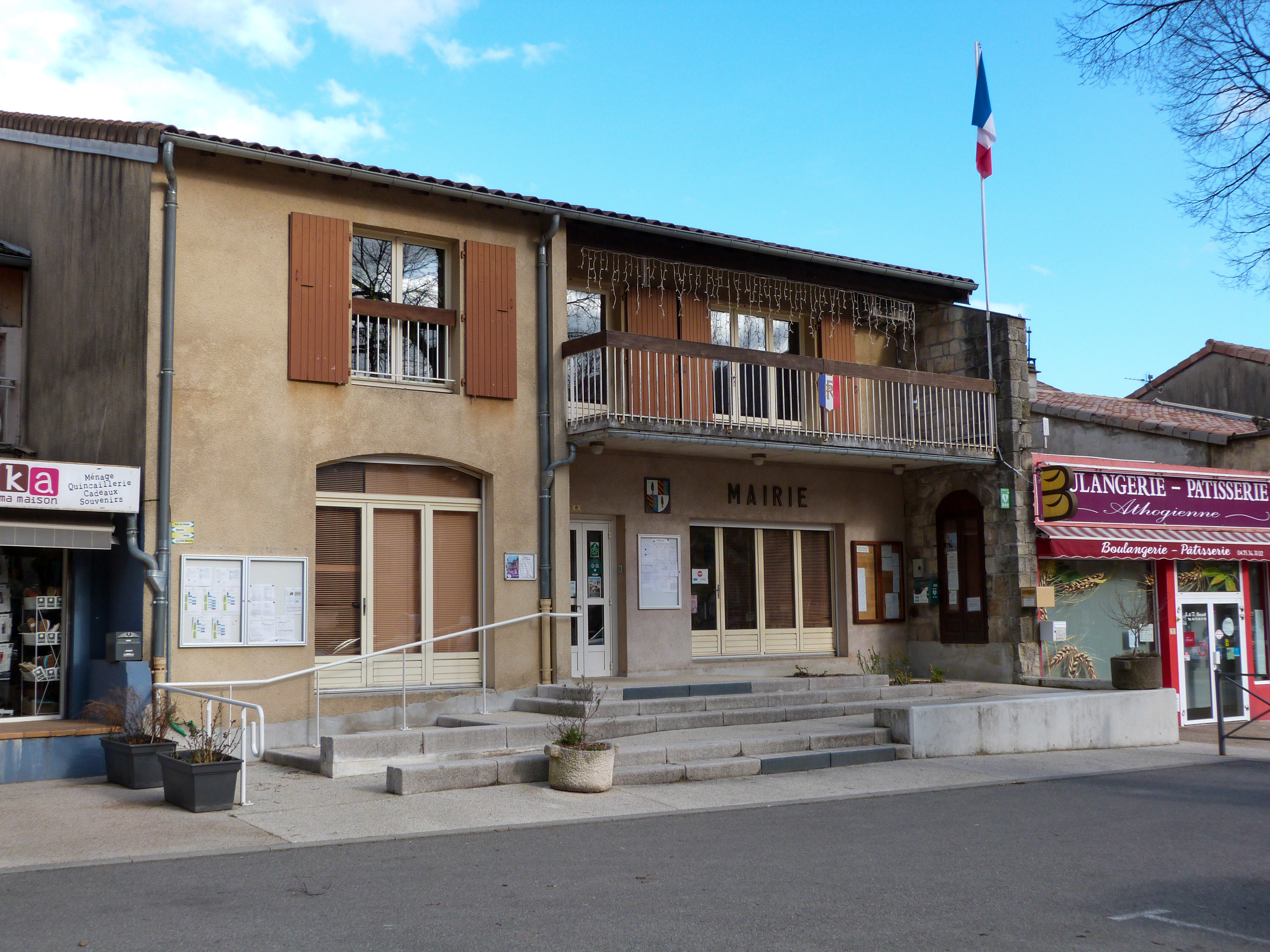
Mairie du village

Le nombre d'habitants au recensement de 2011 étant compris entre 500 et 1 499 habitants, le nombre de membres du conseil municipal pour l'élection de 2014 est de quinze,.

### Rattachements administratifs et électoraux
Commune faisant partie de l'arrondissement de Largentière de la communauté de communes Ardèche des Sources et Volcans et du canton de Thueyts.

### Liste des maires
| Période      | Période                 | Identité                      | Étiquette    | Qualité                                                     |
| ------------ | ----------------------- | ----------------------------- | ------------ | ----------------------------------------------------------- |
| 1800         | 1816                    | Marie-Régis Roux              |              |                                                             |
| 1816         | 1818                    | Pierre Cellier                |              |                                                             |
| 1818         | 1829                    | Marie-Régis Roux              |              |                                                             |
| 1829         | 1830                    | Jean-Claude Avinenc           |              |                                                             |
| 1830         | 1835                    | Casimir Teyssier              |              |                                                             |
| 1835         | 1838                    | Jean Gay                      |              |                                                             |
| 1838         | 1843                    | Jean-Baptiste Blachère        |              |                                                             |
| 1843         | 1846                    | Louis Plancher                |              |                                                             |
| 1846         | 1848                    | François-Emmanuel Tourvieille |              |                                                             |
| 1848         | 1851                    | Jean-Claude Avinenc           |              |                                                             |
| 1851         | 1870                    | Pierre De Burine              |              |                                                             |
| 1870         | 1874                    | Louis Malosse                 |              |                                                             |
| 1874         | 1878                    | Comte de Blou                 |              |                                                             |
| 1878         | 1884                    | Paul Sautel                   |              |                                                             |
| 1884         | 1888                    | Jean Serre                    |              |                                                             |
| 1888         | 1889                    | Jean-Louis Bruntet            |              |                                                             |
| 1889         | 1896                    | Ferdinand Mazet               |              |                                                             |
| 1896         | 1919                    | Augustin Seveyrac             |              |                                                             |
| 1919         | 1947                    | Jean Pichot                   |              |                                                             |
| 1947         | 1948                    | Louis Arzallier               |              |                                                             |
| 1948         | 1956                    | Jean Arzallier                |              |                                                             |
| 1956         | 1965                    | Victor Chapuis                |              |                                                             |
| mars 1965    | 1974                    | Hervé de Chiree               | UNR puis UDR | Transporteur                                                |
| 1974         | 20 mars 1977            | Émile Deydier                 | DVD          |                                                             |
| 20 mars 1977 | juin 1995               | Jean Moulin                   | UDF-CDS      | Docteur vétérinaire Député (1962 - 1968) Conseiller général |
| Juin 1995    | Mai 2020                | Daniel Teston                 | UMP puis LR  | Retraité                                                    |
| Mai 2020     | En cours (au Juin 2020) | Pierre Chapuis                | DVD          | Retraité                                                    |

### Jumelages
- Valprato Soana (Italie)

## Population et société

### Démographie
L'évolution du nombre d'habitants est connue à travers les recensements de la population effectués dans la commune depuis 1793. Pour les communes de moins de 10 000 habitants, une enquête de recensement portant sur toute la population est réalisée tous les cinq ans, les populations de référence des années intermédiaires étant quant à elles estimées par interpolation ou extrapolation. Pour la commune, le premier recensement exhaustif entrant dans le cadre du nouveau dispositif a été réalisé en 2006.

En 2022, la commune comptait 1 208 habitants, en évolution de +0,08 % par rapport à 2016 (Ardèche : +2,48 %, France hors Mayotte : +2,11 %).
| 1793  | 1800  | 1806  | 1821  | 1831  | 1836  | 1841  | 1846  | 1851  |
| ----- | ----- | ----- | ----- | ----- | ----- | ----- | ----- | ----- |
| 2 001 | 2 160 | 2 377 | 2 345 | 2 656 | 2 544 | 2 841 | 2 876 | 3 071 |

| 1856  | 1861  | 1866  | 1872  | 1876  | 1881  | 1886  | 1891  | 1896  |
| ----- | ----- | ----- | ----- | ----- | ----- | ----- | ----- | ----- |
| 3 100 | 2 910 | 2 568 | 2 568 | 2 585 | 2 653 | 2 770 | 2 532 | 2 503 |

| 1901  | 1906  | 1911  | 1921  | 1926  | 1931  | 1936  | 1946  | 1954  |
| ----- | ----- | ----- | ----- | ----- | ----- | ----- | ----- | ----- |
| 2 541 | 2 539 | 2 528 | 1 510 | 1 524 | 1 409 | 1 308 | 1 083 | 1 043 |

| 1962 | 1968 | 1975  | 1982  | 1990 | 1999  | 2006  | 2011  | 2016  |
| ---- | ---- | ----- | ----- | ---- | ----- | ----- | ----- | ----- |
| 986  | 981  | 1 035 | 1 013 | 945  | 1 004 | 1 128 | 1 232 | 1 207 |

| 2021  | 2022  | - | - | - | - | - | - | - |
| ----- | ----- | - | - | - | - | - | - | - |
| 1 211 | 1 208 | - | - | - | - | - | - | - |

| selon la population municipale des années : | 1968 | 1975 | 1982 | 1990 | 1999 | 2006 | 2009 | 2013 |
| Rang de la commune dans le département      | 47   | 50   | 53   | 71   | 75   | 74   | 70   | 66   |
| Nombre de communes du département           | 349  | 342  | 338  | 339  | 339  | 339  | 339  | 339  |

### Enseignement
Thueyts fait partie de l'académie de Grenoble.

### Santé
Une Maison de retraite de type EHPAD avec médecins, infirmiers, pharmacie, clinique de réadaptation la Condamine, kinésithérapeute, dentistes, est implantée dans la commune.

### Culture et festivités
Salle de spectacles et de cinéma La Vesprade, maison des associations, musique, médiathèque, salle des fêtes,

### Activités sportives
Pétanque, football, chasse, randonnée pédestre, trail, équitation, gymnastique, judo, tennis, karaté, pêche,

### Médias
La commune est située dans la zone de distribution de deux organes de la presse écrite :
- L'Hebdo de l'Ardèche

Il s'agit d'un journal hebdomadaire français basé à Valence et couvrant l'actualité de tout le département de l'Ardèche.
- Le Dauphiné libéré

Il s'agit d'un journal quotidien de la presse écrite française régionale distribué dans la plupart des départements de l'ancienne région Rhône-Alpes, notamment l'Ardèche. La commune est située dans la zone d'édition d'Aubenas, Privas et la Vallée du Rhône.

### Cultes
La communauté catholique et l'église paroissiale (propriété de la commune) sont rattachées à la paroisse « Sainte Marie Rivier en Val d’Ardèche », elle-même rattachée au diocèse de Viviers.

## Économie
Élevage de chevaux Barbes et Arabes-barbes

## Culture locale et patrimoine

### Lieux et monuments

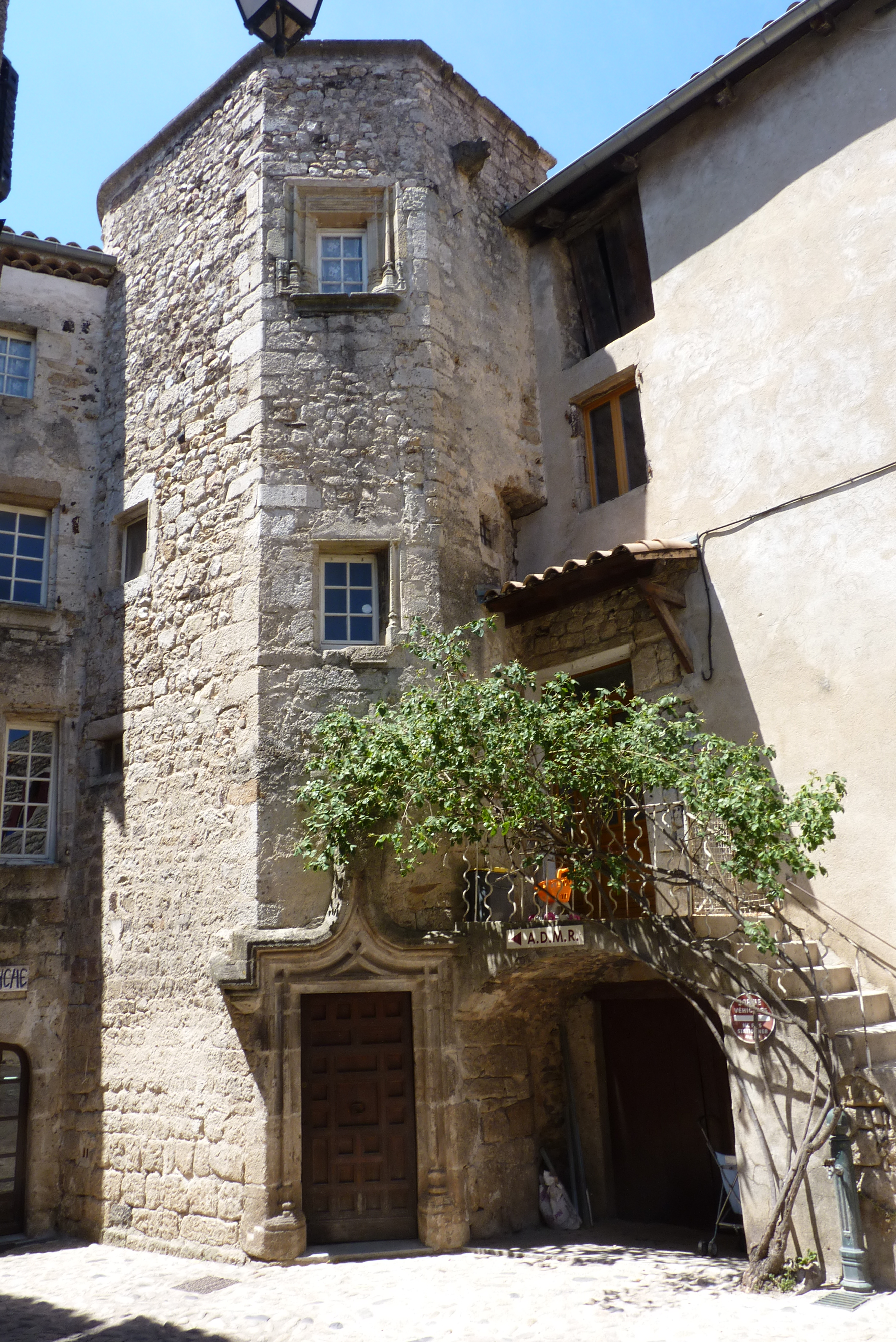
Maison Renaissance.

- Église Saint-Jean-Baptiste de Thueyts.
- Chapelle Saint-Roch de Thueyts.
- Le château de Blou.
- La maison « Ardèche d'autrefois » présente, dans une authentique maison du XVIIIe siècle, plus de mille objets reconstituant la vie des anciens habitants.
- Le pont de la Gueule d'enfer, édifié en  1762 par les États du Vivarais lors du percement de la route Montpellier, Alès, Le Puy, Clermont-Ferrand.
- Le vieux pont du Diable.
- L'Échelle du roi, un passage difficile qui se faufile dans une faille et dotée d'une main courante.
- La cascade de la Gueule d'enfer au-dessus du ruisseau de Merdaric, fait un saut d'une centaine de mètres.
- Une variété de châtaigne porte le nom de la commune : la pourette de Thueyts.

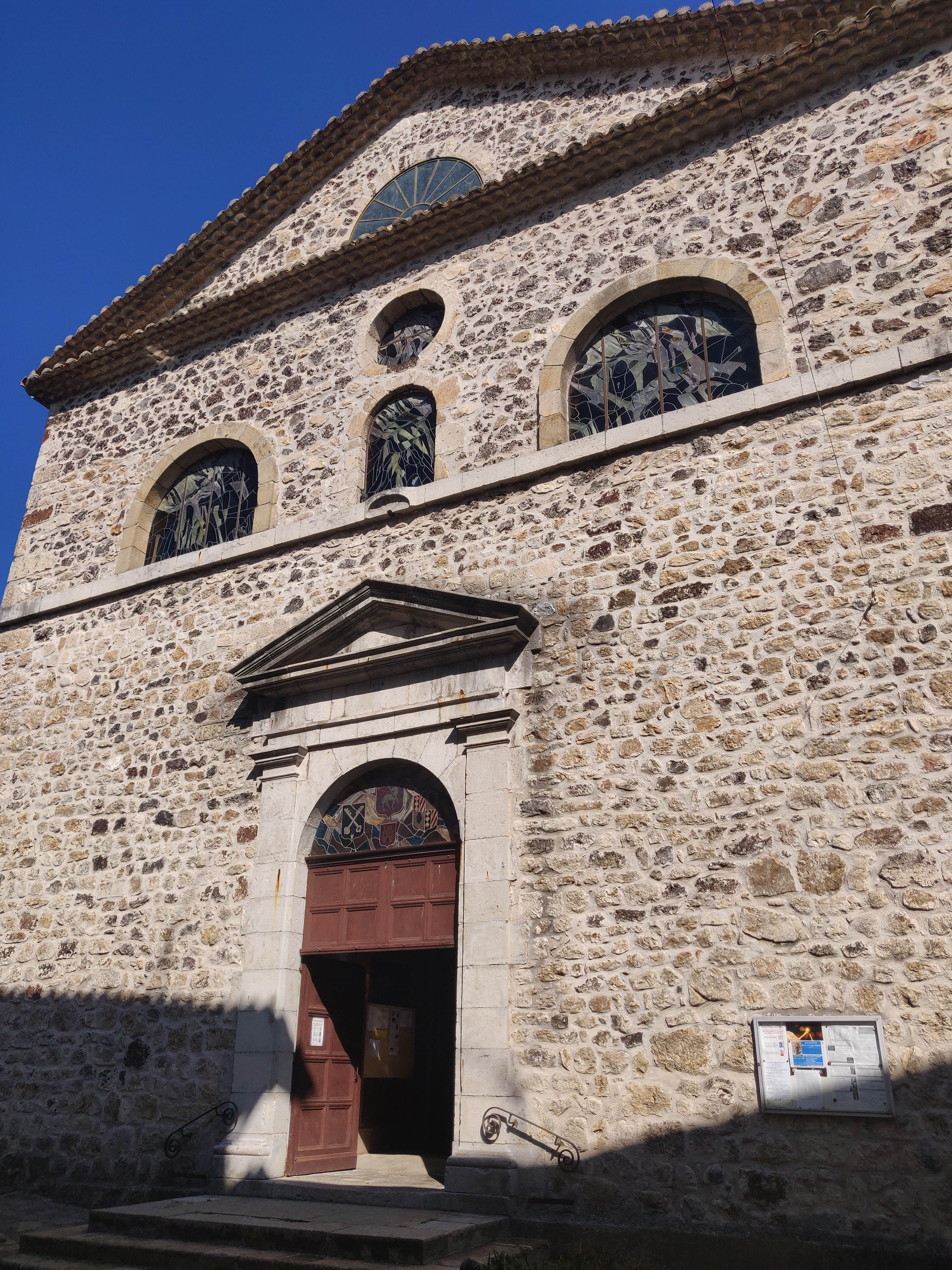
Église Saint-Jean-Baptiste.
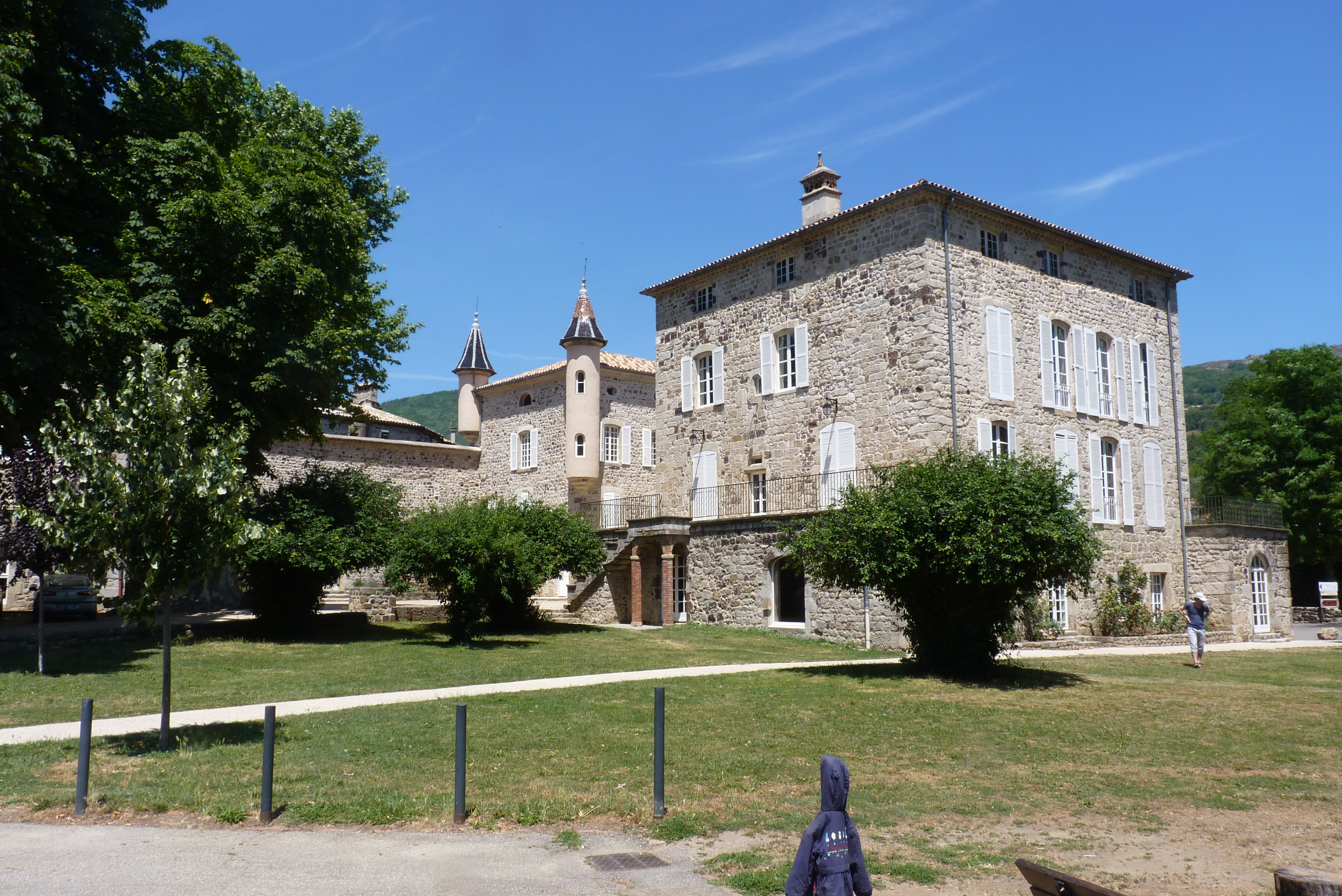
Château de Blou.
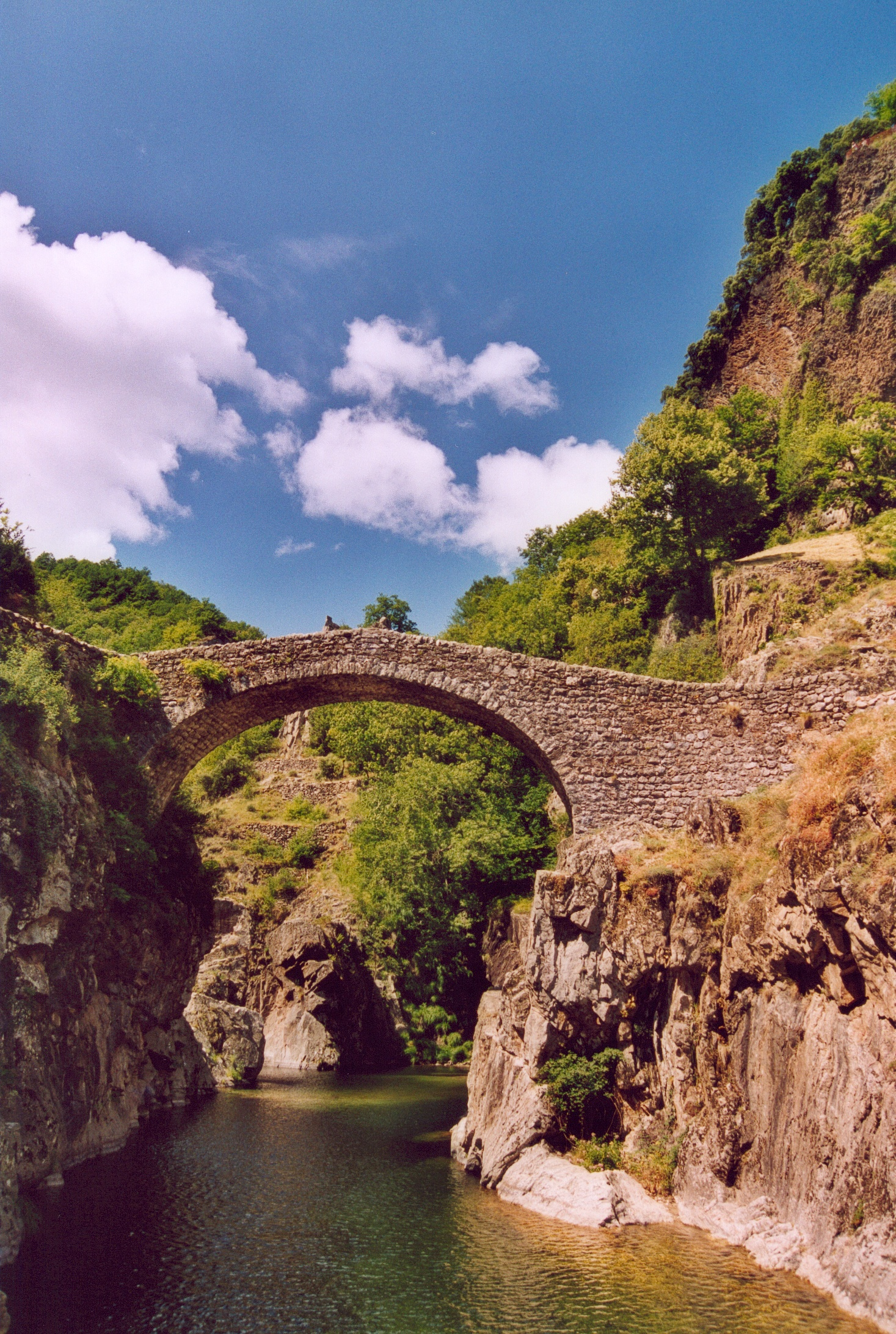
Le pont du Diable.

### Patrimoine naturel et écologique
- Zones naturelles protégées
  - Les rives de l'Ardèche sont classées dans le cadre de la ZNIEFF de type I : Haute-vallée de l'Ardèche
  - Le site de Thueyts
  - La Tourbière du Savoyard, la plaine des rochers d'Astet, les serres de la Pierre Plantée et de Berland

Coulées basaltiques de Thueyts.
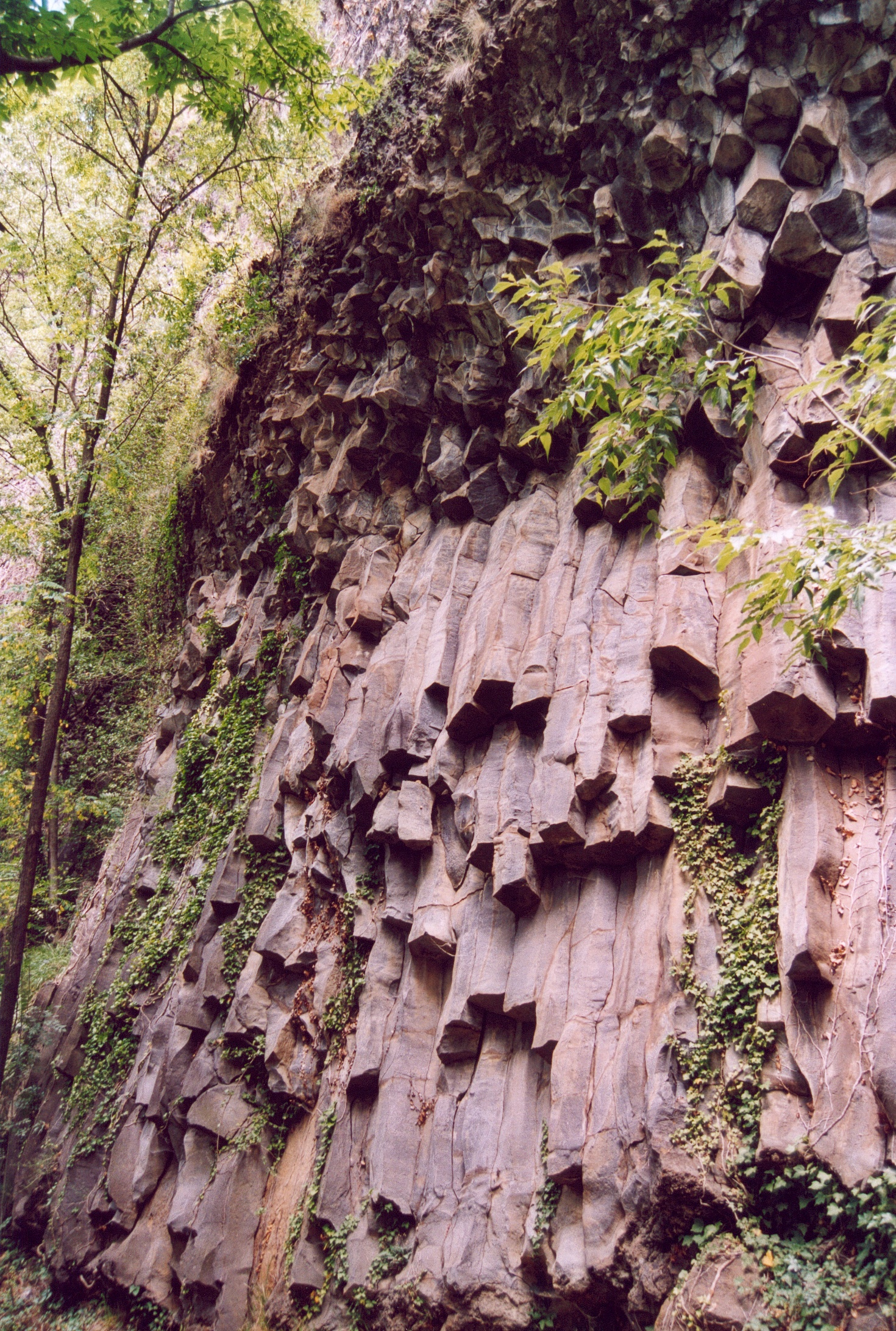
Les orgues basaltiques.
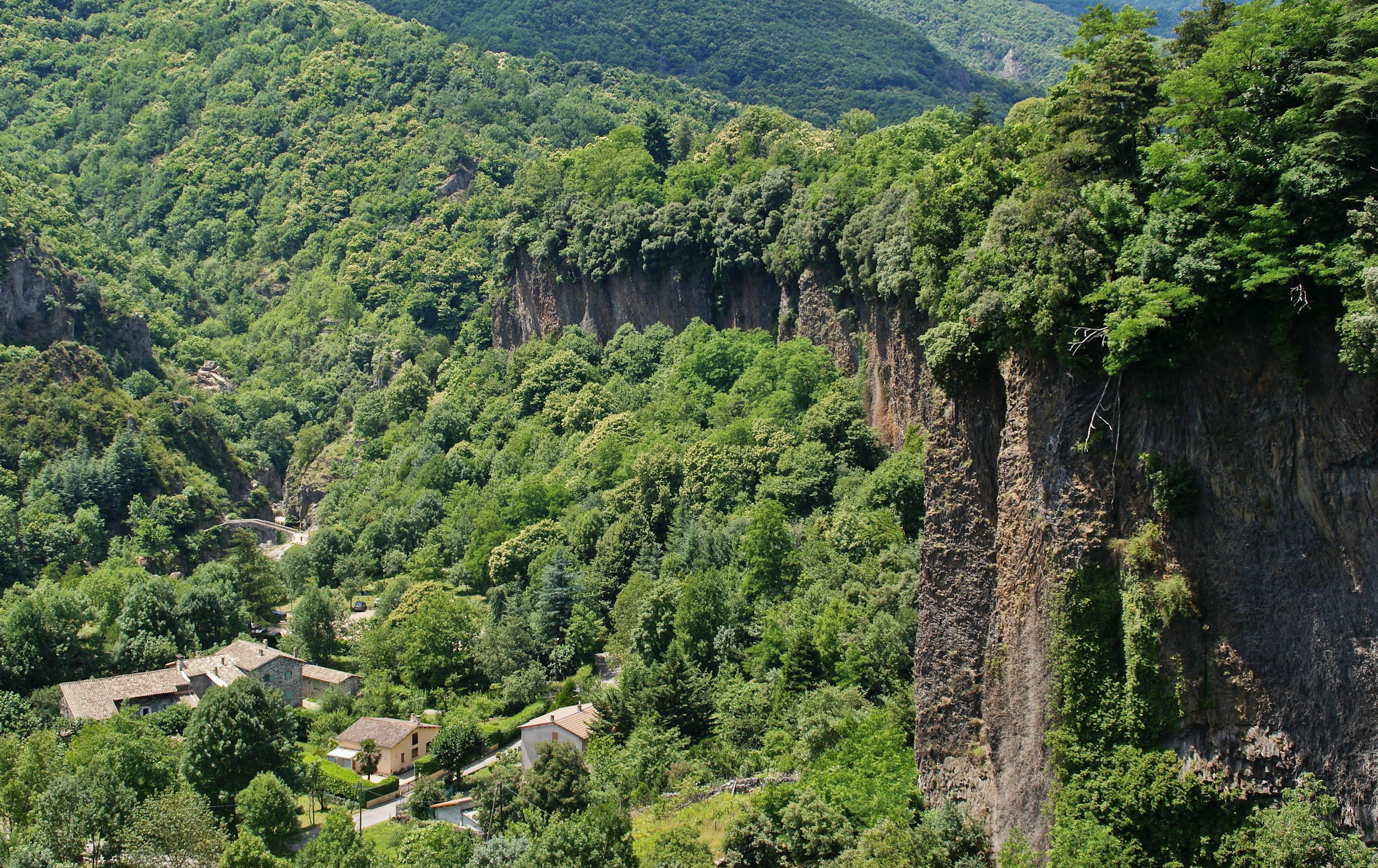
Les orgues basaltiques.
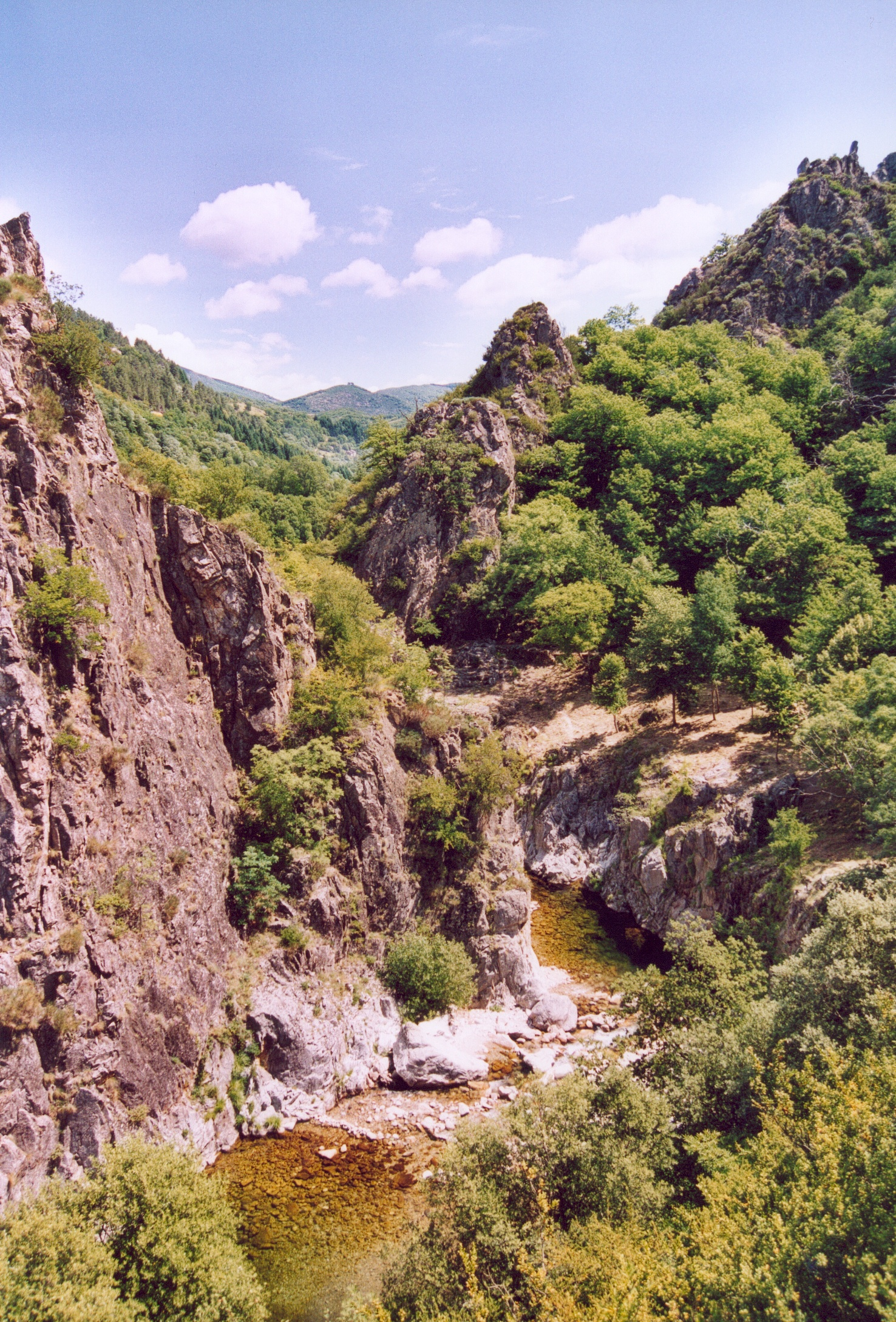
Haute-vallée de l'Ardèche.

### Patrimoine culturel

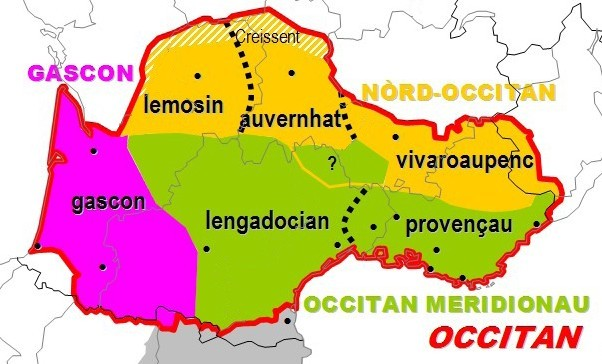
Zone du vivaro-alpin (Pierre Bec).

Linguistiquement et historiquement, le territoire de Thueyts est situé dans la zone linguistique du Vivaro-alpin, variété du nord-occitan qui est utilisé dans la majeure partie de l'Ardèche, dans les Alpes du Sud en France et dans les vallées orientales du Piémont, en Italie.

### Personnalités liées à la commune
- La famille de Blou[28].
- Philippe Charles de Blou (1789-1848), homme politique, député de l'Ardèche.
- Louis de Montravel (1823-1909), érudit membre de plusieurs sociétés savantes, Inspecteur des Monuments Historiques de l'Ardéche.
- Joseph Tardieu (1889-1941), résistant en AOF, Compagnon de la Libération.

### Héraldique
| Blason de Thueyts | Les armes de Thueyts se blasonnent ainsi : Écartelé : au 1er et au 4e d'argent au cyprès de sinople, au 2e et au 3e parti au I de gueules aux trois bandes d'or et au II d'azur aux trois roses d'or rangées en pal. |